# Vaucresson

Położenie Vaucresson w ramach aglomeracji paryskiej

Vaucresson – miejscowość i gmina we Francji, w regionie Île-de-France, w departamencie Hauts-de-Seine.
Według danych na rok 2012 gminę zamieszkiwało 8 611  osób, a gęstość zaludnienia wynosiła 2 796 osób/km². Wśród 1287 gmin regionu Île-de-France Vaucresson plasuje się na 810. miejscu pod względem powierzchni.